# Lost (canción de Linkin Park)
«Lost» es una canción de la banda de rock estadounidense Linkin Park. Concebida originalmente durante las sesiones de grabación de su segundo álbum de estudio, Meteora (2003), la canción fue lanzada oficialmente el 10 de febrero de 2023 como el primer sencillo de Meteora20, una edición especial que celebra el vigésimo aniversario de este álbum. La canción fue escrita por todos los miembros de la banda y producida originalmente por la banda junto con Don Gilmore en NRG Recording Studios en North Hollywood, California. Musicalmente es una canción de rock alternativo y nu metal con elementos de música electrónica, mientras que sus temas líricos abordan el dolor de afrontar determinadas situaciones de la vida y la dificultad del crecimiento personal.
Desarrollado principalmente en 2002 para componer la lista de canciones de Meteora, "Lost" acabó siendo descartado de este álbum. Según el multiinstrumentista y rapero Mike Shinoda, la razón principal de su descarte se debió a sus similitudes estructurales y musicales con "Numb": la banda consideró que esta última era una canción "posiblemente mejor" y no tenía interés en abordar dos canciones con tonos similares. La canción acabó archivada y olvidada durante casi veinte años. En los preparativos para celebrar el segundo aniversario de Meteora, Shinoda terminó redescubriendo la existencia de "Lost" y comparó su descubrimiento con "encontrar una foto favorita que olvidaste que habías tomado, como si estuviera esperando el momento adecuado para revelarse".
Tras su lanzamiento, "Lost" recibió críticas muy positivas, y muchos elogiaron su estructura y la actuación del vocalista Chester Bennington. Logró un desempeño comercial muy positivo. En Estados Unidos, alcanzó la cima de las listas Alternative Airplay, Mainstream Rock Airplay y Rock & Alternative Airplay, así como el puesto 38 en el Billboard Hot 100. También alcanzó las diez primeras posiciones en las listas musicales de determinados países europeos. Su correspondiente vídeo musical, lanzado junto con el sencillo, fue dirigido por Maciej Kuciara y Emily "pplpleasr" Yang. Es una animación con temática de anime que presenta un personaje original creado por el dúo de productores de la obra, así como imágenes en vivo y clips de la propia banda. En el video, los integrantes del grupo fueron transformados en personajes de anime con la ayuda de un software de inteligencia artificial (IA), lo que atrajo críticas de un grupo de fanáticos de la banda.

## Antecedentes
En marzo de 2003, Linkin Park lanzó su segundo álbum de estudio, titulado Meteora. Las sesiones de grabación del álbum se llevaron a cabo entre 2002 y 2003 en NRG Recording Studios en North Hollywood, California. Para este álbum, la banda trabajó en más de ochenta pistas, de las cuales quince se completaron en total, incluido "Lost", pero sólo doce llegaron al álbum final. Según el multiinstrumentista y rapero Mike Shinoda, el objetivo del grupo era producir una lista de canciones compuesta por las pistas que tenían las ideas mejor elaboradas, mientras que el baterista Rob Bourdon añadió: "Queríamos un grupo de canciones que encajaran juntos porque nuestro objetivo era hacer un disco que pudieras poner en tu reproductor de CD y que, de principio a fin, nunca llegara un punto en el que empezaras a soñar despierto". "Lost" fue concebido durante este proceso, pero terminó no formando parte del corte final del álbum y quedó aparcado durante años.
Desde el lanzamiento de Meteora, los seguidores del grupo notaron fragmentos de una demo, que finalmente resultó ser una versión inacabada de "Lost" (y con letras diferentes). Entre ellos, se incluye un clip de cinco segundos presente en el DVD The Making of Meteora, que consiste en el vocalista Chester Bennington cantando las líneas "thoughts that take away my pride, trapped in places deep inside" sobre un instrumental, así como su letra sobre una hoja. Cuando se le preguntó sobre esta canción en una transmisión en vivo de Twitch en abril de 2021, Shinoda comentó: "No conozco esta canción. Quiero decir, sin oírla, no lo sé. Probablemente fue una demo de algo que no terminó en el álbum, que descartamos, pero no sé la verdadera respuesta."
Años después de la muerte de Bennington en julio de 2017, la banda comenzó a lanzar ediciones conmemorativas de sus discos, incluida una edición especial del vigésimo aniversario de Hybrid Theory (2020). Para celebrar el vigésimo aniversario de Meteora en 2023, la banda estaba buscando suficiente material inédito para lanzar una edición especial del álbum. Mientras buscaban una versión inacabada del también archivado " Fighting Myself ", Shinoda redescubrió la existencia de "Lost": "Cuando buscábamos material [para celebrar el vigésimo aniversario de Meteora ], no estaba buscando esa canción." También comentó en otra entrevista: "Estábamos buscando en los discos duros para ver qué podíamos incluir en esto y encontramos esta canción. Estaba terminada, estaba lista para incluirla en el álbum si fuera necesario y decidimos en ese momento no incluirla. Tienes que poner un límite. Si tienes veintitantos canciones y tu álbum tendrá doce, entonces hay un decimotercero. Y "Lost" fue esa canción número 13." 
En una entrevista con KROQ, Shinoda declaró que "Lost" estaba muy "cerca de estar en el álbum" y la única razón por la que la canción no terminó en la lista de canciones de Meteora es porque "tenía la misma intensidad que ' Numb ' ", el último tema del álbum. Añadió en una entrevista con la radio ALT FM: "Pensamos: 'Sí, tenemos uno de esos en el álbum, no necesitamos dos', tendría que reemplazar a otro. Creo que en ese momento, estábamos pensando en hacer algo entre dos, tres o tal vez cuatro canciones". En declaraciones a The Fader, afirmó: "Nos dimos cuenta de que, totalmente, tenía el mismo tipo de emoción y energía que 'Numb', y 'Numb' era posiblemente una mejor canción. Nos gustaba más entonces. Entonces pensamos: 'Bueno, no podemos tener dos Numb'. No sabíamos qué íbamos a hacer con él, así que simplemente lo archivamos y nos olvidamos de él". Según el guitarrista Brad Delson, la banda tenía intención de editar "Lost" como cara B de Meteora o en su tercer álbum, Minutes to Midnight (2007), pero no lo hicieron porque "literalmente" olvidaron que esta canción existía. También comentó que fue un "accidente vergonzosamente aleatorio" encontrar la canción.

## Composición
"Lost" es la primera pista de la compilación Lost Demos, incluida en la edición especial del vigésimo aniversario de Meteora, y precede a la canción "Fighting Myself". Con una duración de tres minutos con diecinueve segundos (3:19) durante su reproducción, es un tema del género nu metal con elementos de música electrónica y música pop. Fue escrito por todos los miembros de la banda y, originalmente, coproducido por la banda junto con el productor musical Don Gilmore. A diferencia de muchas de las canciones de Meteora, "Lost" presenta cantos predominantemente melódicos de Bennington (con Shinoda proporcionando coros en el pre-estribillo), mientras que musicalmente está dominado por una línea de sintetizador que desemboca en un predominante rock. El sitio web norteamericano Consequence, señaló que la pista es sonoramente similar a "Breaking the Habit" y "Numb", y señaló que "aunque la estructura de acordes es relativamente simple, hay una ráfaga de actividad de teclado y programación por parte de Joe Hahn y Mike Shinoda., incorporando cajas de ritmos y una línea de sintetizador memorable". Según la partitura musical publicada por Universal Music Publishing Group, "Lost" está compuesta en La menor, siguiendo un tempo moderado de 105 latidos por minuto.
Líricamente, "Lost" habla sobre el dolor de la vida y la dificultad del crecimiento personal. Shinoda comentó sobre el significado de la canción en una entrevista con KROQ: "La inspiración fue mirar los recuerdos que te absorben. Y te sumerges en esa nostalgia, o en ese sentimiento bueno o malo. En el caso de esta canción, creo que hubo muchas cosas no tan buenas. Pero es agridulce, es una mezcla. Porque también hay cosas buenas. Las cosas no son blancas y negras ni cortadas y secas. Y eso es lo que me gusta de la letra de la canción."  En los versos del coro ("Estoy perdido en estos recuerdos / Viviendo detrás de mis propias ilusiones / Perdí toda mi dignidad / Viviendo dentro de mi propia confusión"), Bennington demuestra estar atrapado en su propia mente y recuerdos, estando confundido y en una situación falsa. realidad, además de parecer "tener una total falta de voluntad en su propia vida, envuelto en dudas y casi entumecido por la angustia". En el puente, Bennington reflexiona con las líneas "Intento mantener este dolor dentro, pero nunca estaré bien", donde quiere vivir bien y lidiar con su dolor, pero cree que es un objetivo muy difícil de lograr.

## Lanzamiento
El 27 de enero de 2023, Linkin Park comenzó a dejar ver un relanzamiento de Meteora en sus redes sociales para celebrar el vigésimo aniversario de este álbum. El sitio web oficial de la banda invitó a sus seguidores a descargar una "copia gratuita" de un archivo titulado "LiNkiNgPaRk-nUmB.exe" (en referencia a la canción "Numb") a través de una ventana emergente inspirada en la estética de Internet de principios de la década de 2000. Si el usuario aceptaba descargar el archivo, era redirigido a una pantalla con una propuesta de cuenta regresiva para finalizar el 1 de febrero. Una vez finalizada la cuenta atrás, se promocionaron en su sitio web una serie de acertijos y búsquedas del tesoro, incluido uno que hacía referencia al juego de palabras Wordle.
El 5 de febrero de 2023, publicaron un vídeo en TikTok con una grabadora que había encontrado el guitarrista Brad Delson, en el que interpretaron un extracto de "Lost" y citaron la entonces inédita "Resolution". El pasado 6 de febrero el grupo anunció el lanzamiento de "Lost" a través de sus redes sociales mediante un teaser, fijando la fecha de lanzamiento para el día 10 del mismo mes. Tras su lanzamiento, Shinoda declaró: "Encontrar 'Lost' fue como encontrar una foto favorita que olvidaste que tomaste, como si estuviera esperando el momento adecuado para revelarse. Durante años, los fans nos han pedido que lancemos algo con la voz de Chester y estoy encantado de que hayamos podido hacerlo realidad de una manera tan especial". Respecto al desempeño de Bennington en la pista, Delson dijo: "es tan hermoso, delicado y claro. He escuchado muchas voces geniales de Chester y esta está entre las mejores." 
A través de Warner Records, "Lost" estuvo disponible en todo el mundo el 10 de febrero de 2023 en todas las plataformas digitales, así como en radio, sirvió como el primer sencillo de la compilación Meteora20, que se lanzó posteriormente. el 7 de abril. Según Shinoda, la canción fue solo una de las muchas canciones inéditas con la voz de Bennington que se incluyeron en la edición del 20 aniversario de Meteora. Después de su lanzamiento, la canción se convirtió en tendencia en las redes sociales, principalmente en YouTube y TikTok, y muchas personas reaccionaron positivamente. El 14 de febrero, "Lost" debutó en la radio de música alternativa y rock de Estados Unidos. La edición CD Deluxe de Meteora20 presenta la mezcla original del tema realizada en 2002 por Andy Wallace, llamada "Lost (2002 Mix)", y sirve como la pista número 14 del primer disco, sucediendo a "Numb". Un remix, realizado por Patrick Zappia y titulado "Lost (PLZ Tethered Version)", se lanzó el 20 de abril de 2023.

## Recepción crítica
"Lost" recibió críticas positivas en los medios tras su lanzamiento. Escribiendo para Consequence, Paolo Ragusa opinó que la pista representa "un claro ejemplo de dónde estaban los impulsos de escritura [de Linkin Park] después del éxito de Hybrid Theory; en lugar de plegarse en los rígidos horizontes de sus mezclas de metal desnudo, buscaron un enfoque aún más universal con su sonido [...] 'Lost' todavía está lleno del mismo tumulto que hizo que 'Crawling' y 'Breaking the Habit' fueran tan urgentes y es un conmovedor recordatorio de por qué esta banda cautivó a tantos oyentes angustiados hace veinte años." Paul "Browny" Brown de la revista australiana en línea Wall of Sound destacó la suavidad de la pista, comparándola estilísticamente con canciones como "Easier to Run" y " From the Inside", ya que "no está tan sintetizada/programada como los sencillos 'Somewhere I Belong' o 'Numb', ni está tan llena de acción como 'Faint'". Neil Z. Yeung de AllMusic etiquetó a "Lost" como la "hermana de 'Numb'", señalando similitudes entre las dos canciones.
Anne Erickson de Blabbermouth.net opinó que "Lost" presenta "algunas de las voces más delicadas y apasionadas de Bennington". Con un comentario similar, Merlin Alderslade de Metal Hammer comentó que la canción presenta "una interpretación vocal típicamente poderosa y líricamente introspectiva del fallecido Chester Bennington", así como "una hermosa porción de nu metal brillante de principios de la década de 2000". Patrick Hosken de MTV descubrió que la "voz conmovedora y elevada de Bennington se desliza sobre capas de guitarra y electrónica procesada". Derek Oswald de AltWire notó una "influencia distintiva de música pop " en la pista, y señaló que "la interpretación de Bennington al cantar en una armonía similar a la de los Backstreet Boys explora sus miedos y la fragilidad de la confianza frente a las promesas incumplidas". Oswald también consideró que su influencia en la música pop "llegó a buen término en One More Light ", el séptimo álbum de estudio de la banda, lanzado en 2017, que destacó "que Linkin Park había estado experimentando con el pop mucho antes de abrazar completamente el género en 2017".

## Comercial
"Lost" acabó teniendo un comportamiento comercial muy positivo. En Estados Unidos, la canción debutó en la posición 38 del Billboard Hot 100, la principal lista musical de ese país. Este fue el debut más alto para una canción de Linkin Park desde 2012, cuando " Burn It Down " alcanzó el puesto 30. En la semana del 25 de febrero de 2023, la canción debutó en el número uno en la lista Rock & Alternative Airplay, lo que la convierte en la cuarta canción en la historia de la lista en debutar en el número uno, con un total de 10,1 millones de visitas entre el 10 y el 16 de febrero., según Luminate, y permaneciendo en la cumbre durante 13 semanas. En esta lista, Linkin Park también se convirtió en el único artista en debutar una canción en el número uno dos veces, siendo la primera con " The Catalyst " en agosto de 2010. El 10 de marzo de 2023, "Lost" alcanzó la cima de la lista Mainstream Rock Airplay y permaneció en la cima durante ocho semanas consecutivas; Fue la primera vez que una canción de la banda alcanzó el número uno desde "Until It's Gone" en septiembre de 2014. El 17 de marzo, la canción alcanzó el número uno en Alternative Airplay, estableciéndose como la duodécima canción de la banda en alcanzar la cima de esta lista, siendo la última vez con "Burn It Down" en agosto de 2012. Con esta hazaña, Linkin Park se convirtió en el segundo artista en tener más canciones que alcanzaron la cima de esta lista, empatado con Green Day y solo detrás de Red Hot Chili Peppers . "Lost" pasó seis semanas no consecutivas en el número uno de esta lista. En Hot Rock & Alternative Songs, la pista alcanzó el puesto número 4 durante la semana del 25 de febrero de 2023 En Canadá, "Lost" ocupó el puesto 28 en el Canadian Hot 100, y alcanzó la cima de la lista de rock de ese país, donde permaneció durante ocho semanas.
En Europa, "Lost" también logró un buen desempeño comercial. El tema debutó en el puesto 18 del UK Singles Chart, consolidándose como el mayor debut de una canción de la banda en este territorio desde " What I've Done ", que alcanzó el puesto 6 en 2007. "Lost" todavía encabezó la lista de rock y metal del Reino Unido durante la semana del 17 de febrero de 2023 La canción alcanzó la segunda posición en las listas de radio de Francia y República Checa, detrás de " Eyes Closed " del cantante Ed Sheeran, y " Flowers " de Miley Cyrus, respectivamente. En la lista musical principal de Alemania, "Lost" debutó en el quinto lugar, el debut más alto para una canción de la banda desde "Burn It Down", que alcanzó el segundo lugar en 2012 Otros territorios donde la canción alcanzó la lista de las diez primeras incluyen Letonia (segundo lugar), Hungría (cuarto lugar), y Austria (noveno lugar, el más alto para una nueva canción de la banda desde " Heavy ", que en 2017 también alcanzó el mismo lugar). En países de otros continentes, "Lost" alcanzó la segunda posición en la lista Hot Singles de Nueva Zelanda, que es una extensión de la lista principal del país con cuarenta posiciones, así como la posición 49 en Australia, y Puesto 20 en Japón A nivel mundial, la canción alcanzó la posición 18 en el Billboard Global 200, la clasificación más alta de la banda en esa lista.

## Vídeo musical
El video musical oficial de "Lost" fue lanzado el 10 de febrero de 2023 a través del canal de YouTube de la banda, con el fin de coincidir con el lanzamiento del sencillo en plataformas digitales. El clip fue dirigido por Maciej Kuciara y Emily "pplpleasr" Yang, producido por Shibuya, una plataforma de video Web3, y es una animación de estilo anime creada con la ayuda del software de inteligencia artificial (IA) Kaiber. El video presenta escenas del personaje Mirai, protagonista de la serie web animada White Rabbit (creada por Kuciara y pplpleasr), así como versiones animadas de varios videos de Linkin Park y presentaciones en vivo creadas con la ayuda de Kaiber. El metraje de la banda incluye clips en forma de IA de actuaciones del DVD Live in Texas, el documental The Making of Meteora, las canciones "New Divide", "Somewhere I Belong" y "Breaking the Habit", y el vídeo musical de la canción "Fine" de Shinoda. Una versión alternativa del clip, titulada "Lost (Versión de realidad alternativa)", fue lanzada el 22 de febrero.
Cuando se le preguntó por qué hicieron un video de estilo anime, Shinoda comentó que se inspiró en los videos musicales de anime (AMV) creados por fans para producir el clip, ya que era una tendencia en la década de 2000: "Cuando Meteora fue lanzado en 2003, YouTube era algo completamente nuevo. La gente lo estaba usando por primera vez. Y se cansaron de simplemente publicar videos de ellos mismos y comenzaron a hacer ediciones... de lo que quisieran, que en muchos casos era anime". Continuó diciendo: "Hicieron estos videos musicales animados de canciones de Linkin Park, y se pusieron tan de moda que los veías en todas partes; incluso ahora, si buscas en Google 'AMV', obtendrás resultados de Linkin Park". La banda ya había hecho referencia al anime hace años en algunos de sus vídeos musicales, incluidos "Somewhere I Belong" y "Breaking the Habit", ambos temas de Meteora. Shinoda también comentó que la banda estaba originalmente interesada en contactar algunas propiedades de anime para ver si había una posibilidad de hacer un "AMV oficial", pero dijo que no funcionó "porque las compañías japonesas no quieren licenciar sus productos". de esa manera", ya que "quieren mantener la integridad de sus series y animaciones".
Tras su lanzamiento, el vídeo musical recibió respuestas negativas de un grupo de fans de la banda y personalidades de los medios, quienes criticaron el uso de inteligencia artificial en muchas de sus escenas. Loudwire informó que, a pesar de la respuesta positiva a la canción en sí, muchos fanáticos estaban "decepcionados con el video musical que la acompaña", algunos señalaron la distracción y la falta de pulido, y otros comentaron que el video merecía esfuerzo y tratamiento. Bennington. En un comentario para TheGamer, Jade King opinó que el clip "no sólo parece mediocre y está lamentablemente por debajo de los clásicos anteriores, sino que no respeta el legado del fallecido líder Chester Bennington que claramente pretende cimentar". Años después de su muerte, merece mucho más." En respuesta, Shinoda comentó en las redes sociales que "las escenas de anime en el video son arte original de pplpleasr1 y Kuciara (no creado por AI). La IA se comparó con el arte del anime original y se aplicó a imágenes de Linkin Park para hacer que los miembros de la banda parecieran personajes de anime. En esencia, se utilizó IA para vincular visualmente dos formas de contenido original. Obviamente, esta es una descripción muy simplificada y no tiene en cuenta los efectos visuales, la edición y la personalización meticulosa de varias escenas del vídeo".
En agosto de 2023, el vídeo musical de "Lost" fue nominado en la categoría " Mejor vídeo de rock " en los MTV Video Music Awards 2023 .

## Lista de canciones
| Descarga digital |        |          |  |
| N.º              | Título | Duración |  |
| 1.               | «Lost» | 3:19     |  |

| Descarga digital con pista adicional |                               |          |  |
| N.º                                  | Título                        | Duración |  |
| 1.                                   | «Lost» (PLZ Tethered Version) | 3:22     |  |
| 2.                                   | «Lost»                        | 3:19     |  |
| 6:41                                 |                               |          |  |

| Pista adicional CD de lujo |                   |          |  |
| N.º                        | Título            | Duración |  |
| 14.                        | «Lost» (2002 mix) | 3:19     |  |

## Listas
| País Lista                                    | Mejor posición |
| --------------------------------------------- | -------------- |
| Alemania (German Singles Chart)               | 5              |
| Alemania (Rock Airplay)                       | 6              |
| Australia (ARIA)                              | 49             |
| Austria (Ö3 Austria Top 40)                   | 9              |
| Canadá (Canadian Hot 100)                     | 28             |
| Canadá (Rock)                                 | 1              |
| Eslovaquia (Singles Digitál Top 100)          | 43             |
| Estados Unidos (Alternative Airplay)          | 1              |
| Estados Unidos (Billboard Hot 100)            | 38             |
| Estados Unidos (Mainstream Rock Tracks)       | 1              |
| Estados Unidos (Hot Rock & Alternative Songs) | 4              |
| Estados Unidos (Rock & Alternative Airplay)   | 1              |
| Finlandia (Suomen virallinen lista)           | 24             |
| Francia (SNEP)                                | 132            |
| Francia (Radio)                               | 2              |
| Grecia (IFPI - International)                 | 21             |
| Hungría (Single Top 40)                       | 4              |
| Hungría (Stream Top 40)                       | 30             |
| Irlanda (Irish Singles Chart)                 | 51             |
| Japón (Hot Overseas)                          | 20             |
| Letonia (LAIPA)                               | 5              |
| Lituania (AGATA)                              | 33             |
| Luxemburgo (Billboard)                        | 15             |
| Nueva Zelanda (Recorded Music NZ)             | 2              |
| Países Bajos (Dutch Top 40)                   | 37             |
| Países Bajos (Dutch Single Top 100)           | 59             |
| Portugal (AFP)                                | 59             |
| Reino Unido (UK Rock)                         | 1              |
| Reino Unido (UK Singles Chart)                | 18             |
| República Checa (Singles Digitál Top 100)     | 17             |
| República Checa (Rádio – Top 100)             | 2              |
| Rusia (Airplay – TopHit)                      | 2              |
| Suecia (Heatseeker - Sverigetopplistan)       | 7              |
| Suiza (Schweizer Hitparade)                   | 16             |

| País (Lista 2023)                                 | Posición más alta |
| ------------------------------------------------- | ----------------- |
| Estados Unidos (Hot Rock & Alternative Songs)     | 18                |
| Estados Unidos (Rock & Alternative Airplay Songs) | 1                 |
| Estados Unidos (Alternative Airplay Songs)        | 1                 |
| Estados Unidos (Mainstream Rock Airplay Songs)    | 1                 |
| Estados Unidos (Hot Hard Rock Songs)              | 2                 |
| Estados Unidos (Hot Alternative Songs)            | 11                |

## Personal
Linkin Park
- Chester Bennington - voz principal
- Mike Shinoda – voz y teclados
- Brad Delson – guitarras
- Joe Hahn – tocadiscos
- Rob Bourdon - batería
- Dave Farrell – bajo